# Jiasangka
Jiasangka (kinesiska: 加桑卡, 加桑卡乡) är en socken i Kina. Den ligger i den autonoma regionen Tibet, i den sydvästra delen av landet, omkring 550 kilometer nordost om regionhuvudstaden Lhasa.
Genomsnittlig årsnederbörd är 795 millimeter. Den regnigaste månaden är juni, med i genomsnitt 174 mm nederbörd, och den torraste är november, med 3 mm nederbörd.